# Uwe Böhnhardt
Uwe Böhnhardt (* 1. Oktober 1977 in Jena; † 4. November 2011 in Eisenach) war ein deutscher Neonazi, Rechtsterrorist und Serienmörder. Mit Uwe Mundlos und Beate Zschäpe bildete er von 1998 bis 2011 den Kern der Terrorgruppe Nationalsozialistischer Untergrund (NSU), der für zehn Morde, 43 Mordversuche, drei Sprengstoffanschläge und fünfzehn Raubüberfälle in Deutschland verantwortlich war. Nach einem Banküberfall und der Entdeckung durch Polizisten wurde Böhnhardt mutmaßlich von Mundlos erschossen, bevor dieser Suizid beging.

## Kindheit und Jugend
Böhnhardt, Sohn einer Lehrerin und eines Ingenieurs, kam als der jüngste von drei Brüdern zur Welt und wuchs in einer Plattenbausiedlung in Jena-Lobeda auf. 1988 starb Böhnhardts älterer Bruder wenige Monate vor seinem 18. Geburtstag, als er laut Aussage seiner Mutter beim Klettern auf einer Burgruine abstürzte. Passanten fanden ihn leblos vor der Haustür seiner Eltern in Jena. Böhnhardts Eltern geben an, der Tod habe den damals 11-jährigen Uwe Böhnhardt schwer traumatisiert.
Nach der Deutschen Wiedervereinigung wurde Böhnhardt rechtsextremer Skinhead. Schon im Teenageralter legte er eine rechtsextremistische, antisemitische und ausländerfeindliche Gesinnung an den Tag und hielt sich im Umfeld der rechtsextremen Partei NPD auf. 1992 machte er sich mit einem Einbruch in einen Kiosk zum ersten Mal strafbar. Die siebte Schulklasse musste Böhnhardt wiederholen und kam zum Schuljahr 1992/1993 auf eine Lernförderschule. Dort wurde er bei einem Diebstahl von Computern gestellt und der Schule verwiesen. Böhnhardt blieb zunächst ohne Schulabschluss.

## Straftaten und Verurteilungen
Im Februar 1993 wurde der 15-jährige Böhnhardt wegen mehrerer Diebstähle und Körperverletzungen zu vier Monaten Jugendhaft ohne Bewährung verurteilt, die er in der Jugendstrafanstalt Hohenleuben absaß. Im August 1993 folgte eine weitere Verurteilung wegen gemeinschaftlichen Diebstahls, Fahren ohne Fahrerlaubnis und Widerstand gegen einen Vollstreckungsbeamten zu einem Jahr und zehn Monaten Haft. Vier Monate später folgte die dritte Verurteilung: zwei Jahre Haft wegen Erpressung und Körperverletzung. Im Gefängnis ließ er sich tätowieren und berichtete später seinen Eltern von Misshandlungen durch Mithäftlinge.
Ab 1994 besuchte Böhnhardt den „Winzerclub“, einen Jugendclub in Jena-Winzerla. Dort lernte er den NPD-Funktionär Ralf Wohlleben und den zu dieser Zeit arbeitslosen Rechtsextremisten Uwe Mundlos und dessen damalige Freundin Beate Zschäpe kennen, die später seine Mittäter wurden. Mundlos und Böhnhardt erhielten nach einigen Monaten wegen rechtsradikaler Äußerungen Hausverbot in dem Jugendclub. Das Bundesamt für Verfassungsschutz führte Böhnhardt bereits ab 1995 in einem internen Informationssystem als Rechtsradikalen. Der Jenaer Jugendpfarrer Lothar König, der Böhnhardt kennenlernte, beschrieb ihn als Mitläufertyp, der Handlanger von Mundlos gewesen sei.
1994 wurde Mundlos zur Bundeswehr eingezogen. Die in Jena zurückgebliebene Zschäpe begann daraufhin eine Beziehung mit Böhnhardt. Zu dritt besuchten Mundlos, Zschäpe und Böhnhardt rechtsradikale Konzerte und nahmen mehrfach an rechtsradikalen Demonstrationen in Dresden und Worms teil.
1995 schändeten mutmaßlich Zschäpe und Böhnhardt das Mahnmal für die Opfer des Faschismus in Rudolstadt. Im selben Jahr provozierten Mundlos und Böhnhardt, indem sie die Gedenkstätte auf dem Gelände des ehemaligen Konzentrationslagers Buchenwald in SA-ähnlichen, braunen Uniformen besuchten.
1995/1996 absolvierte Böhnhardt ein Berufsvorbereitungsjahr im Berufsbildungszentrum Jena, um eine Ausbildung zum Hochbaufacharbeiter zu beginnen, die er mit der Gesamtnote „gut“ abschloss.
1996 hängte Böhnhardt eine menschengroße Puppe mit einem Davidstern und der Aufschrift „Vorsicht Bombe“ an einer Autobahnbrücke der Autobahn 4 auf. Das Drohen mit einer nicht vorhandenen Bombe führte dazu, dass die Puppe stundenlang nicht entfernt wurde. Im Dezember 1996 wurde das Verfahren gegen ihn aufgrund der Vorfälle in Rudolstadt in zweiter Instanz wegen Geringfügigkeit beziehungsweise mangelndem öffentlichem Interesse eingestellt. In erster Instanz war er noch zu zwei Jahren und drei Monaten Haft verurteilt worden.
Im Frühjahr 1997 wurde Böhnhardt wegen des Vertriebs von Rechtsrock-CDs und Volksverhetzung zum fünften Mal verurteilt. Im selben Jahr folgte wegen der Puppe an der Autobahnbrücke die sechste Verurteilung, zu zwei Jahren und drei Monaten Haft. Trotz dieser erneuten Urteile musste Böhnhardt bis zu seinem Untertauchen 1998 nicht erneut ins Gefängnis.
In den späten 1990er Jahren war Böhnhardt Mitglied der rechtsradikalen Organisation Thüringer Heimatschutz (THS), eines Sammelbeckens für Neonazi-Gruppen. Mit Wohlleben und anderen gründeten Böhnhardt, Mundlos und Zschäpe die Kameradschaft Jena, deren stellvertretender Vorsitzender Böhnhardt war. Bis 1997 wurden in Jena mehrfach Bombenattrappen aufgefunden, die mutmaßlich von dem Trio gelegt wurden.

## Gang in den Untergrund
In den späten 1990er Jahren beobachtete der Thüringer Verfassungsschutz das Trio. Die Polizei durchsuchte am 26. Januar 1998 mehrere Objekte in Jena, darunter die Wohnung der Eltern von Uwe Böhnhardt und deren Garage. Böhnhardts Computer wurde beschlagnahmt. Er selbst brachte die Polizeibeamten zu einer weiteren Garage, die Beate Zschäpe angemietet hatte. Bevor die Beamten das Garagentor öffneten, fuhr er mit seinem Auto davon. In der Garage befanden sich Rohrbomben, Sprengstoff und rechtsextremes Propagandamaterial. In Böhnhardts Zimmer entdeckten Polizisten elf kopierte Seiten von Vernehmungsprotokollen, die im Jahr 1997 angefertigt worden waren. Diese Protokolle belasteten Böhnhardt, André Kapke und andere. Aus den Unterlagen ging außerdem hervor, dass Tino Brandt ein V-Mann war. Offiziell enttarnt wurde er erst im Jahr 2001.
Den später erlassenen Haftbefehlen entzogen sich Böhnhardt, Zschäpe und Mundlos durch Flucht nach Chemnitz und Abtauchen in den Untergrund. Der Blood-&-Honour-Aktivist Thomas R. soll sie die erste Zeit in Chemnitz, in der Friedrich-Viertel-Straße 85, beherbergt haben. Mit Hilfe diverser Mittäter, die bis heute nicht vollständig ermittelt werden konnten, lebte das Trio in den folgenden Jahren unter falschen Identitäten an mehreren Wohnorten, bis August 2000 in Chemnitz und von da an in Zwickau. Bis 2002 traf sich Böhnhardt mehrfach konspirativ mit Familienmitgliedern.

## Verbrechen des NSU
Zwischen dem 9. September 2000 und dem 6. April 2006 ermordeten mutmaßlich Uwe Mundlos und Uwe Böhnhardt acht türkeistämmige und einen griechischen Kleinunternehmer, erschossen 2007 eine Polizistin und verübten drei Bombenanschläge, darunter den Nagelbombenanschlag in Köln 2004. Zwischen 1999 und 2011 verübten sie bis zu 15 Banküberfälle in verschiedenen deutschen Städten.

## Tod
Am 4. November 2011 verübten Böhnhardt und Mundlos einen Banküberfall auf eine Filiale der Wartburg-Sparkasse in Eisenach. Als sie sich in der Nähe in einem angemieteten Wohnmobil versteckten, wurden sie von einer Polizeistreife entdeckt, die nach einem Wohnmobil fahndete. Nachdem sie zuerst einen Schuss auf die Polizisten abgegeben hatten, fielen weitere Schüsse. Die Rekonstruktion des Bundeskriminalamts ergab, dass Mundlos Böhnhardt mit einer Pumpgun erschossen, dann den Wohnwagen angezündet und Suizid begangen hatte. Die Todesumstände blieben allerdings lange umstritten.

## Trugspur bei Kindestötung
Mitte Oktober 2016 wurde bekannt, dass ein Textilfetzen mit DNA-Spuren Böhnhardts am Leichenfundort der 2001 verschwundenen Peggy Knobloch gefunden worden war. Die Polizei prüfte Hinweise auf Böhnhardts mögliche Beteiligung an einem Kindsmord in Jena 1993 und auf Verbindungen des NSU zu Kinderprostitution und Kinderpornographie und richtete eine Sonderkommission ein. Im März 2017 teilte die Staatsanwaltschaft Bayreuth mit, dass es sich um eine Trugspur handle; der Textilfetzen mit der DNA stamme von einem Kopfhörer Böhnhardts, der 2011 im Eisenacher Wohnmobil gefunden wurde, und hätte fünf Jahre Witterung nicht überstehen können. Er sei am 3. Juli 2016 während der Spurensicherung der LKA-Tatortgruppe an den Leichenfundort Peggys gelangt, die auch den Tatort des NSU-Wohnmobils in Eisenach 2011 gesichert hatte. Im Juli 2018 ließ sich durch ein Gutachten der Staatsanwaltschaft Bayreuth der Moment der Kontamination anhand von Fotos der Tatortarbeit minutengenau eingrenzen. Zugleich sei, so der Referatsleiter im Thüringer Innenministerium Michael Menzel, die LKA-Tatortgruppe entlastet. Es sei „extrem unwahrscheinlich“, dass identisches Spurensicherungsgerät den Fetzen übertragen habe, da alle Geräte nach 2011 erneuert worden seien. Der Übertragungsweg bleibt ungeklärt. Laut dem Journalisten Thomas Moser, der sich auf den Bayreuther Generalstaatsanwalt beruft, beweisen Anschmelzungen an dem Textilstück, dass es sich beim NSU-Wohnmobilbrand am 4. November 2011 – und damit bis nach Böhnhardts Tod – in Eisenach befunden hat.